# Premier League 1993-94
La temporada de la Premier League 1993-94 fue la segunda de la competición en la historia desde su fundación. El torneo comenzó el 14 de agosto de 1993, y finalizó el 8 de mayo de 1994. En total participaron 22 equipos, 19 de los cuales continúan de la temporada 1992-93, y tres han ascendido de la Football League First Division. El campeón fue el Manchester United.

## Promoción y descenso 1992-93
| Descendidos de Premier League | Pos  |
| ----------------------------- | ---- |
| Crystal Palace                | 20.º |
| Middlesbrough                 | 21.º |
| Nottingham Forest             | 22.º |

| Ascendidos de Football League First Division | Pos |
| -------------------------------------------- | --- |
| Newcastle United                             | 1º  |
| West Ham United                              | 2º  |
| Swindon Town (promoción)                     | 5º  |

## Clasificación general
| Pos. | Equipo                | Pts. | PJ | G  | E  | P  | GF | GC  | Dif. | Clasificación 1994-95                          |
| ---- | --------------------- | ---- | -- | -- | -- | -- | -- | --- | ---- | ---------------------------------------------- |
| 1    | Manchester United (C) | 92   | 42 | 27 | 11 | 4  | 80 | 38  | +42  | Fase de grupos de la Liga de Campeones         |
| 2    | Blackburn Rovers      | 84   | 42 | 25 | 9  | 8  | 63 | 36  | +27  | Treintaidosavos de final de la Copa de la UEFA |
| 3    | Newcastle United      | 77   | 42 | 23 | 8  | 11 | 82 | 41  | +41  | Treintaidosavos de final de la Copa de la UEFA |
| 4    | Arsenal               | 71   | 42 | 18 | 17 | 7  | 53 | 28  | +25  | Dieciseisavos de final de la Recopa de Europa  |
| 5    | Leeds United          | 70   | 42 | 18 | 16 | 8  | 65 | 39  | +26  |                                                |
| 6    | Wimbledon             | 65   | 42 | 18 | 11 | 13 | 56 | 53  | +3   |                                                |
| 7    | Sheffield Wednesday   | 64   | 42 | 16 | 16 | 10 | 76 | 54  | +22  |                                                |
| 8    | Liverpool             | 60   | 42 | 17 | 9  | 16 | 59 | 55  | +4   |                                                |
| 9    | Queens Park Rangers   | 60   | 42 | 16 | 12 | 14 | 62 | 61  | +1   |                                                |
| 10   | Aston Villa           | 57   | 42 | 15 | 12 | 15 | 46 | 50  | −4   | Treintaidosavos de final de la Copa de la UEFA |
| 11   | Coventry City         | 56   | 42 | 14 | 14 | 14 | 43 | 45  | −2   |                                                |
| 12   | Norwich City          | 53   | 42 | 12 | 17 | 13 | 65 | 61  | +4   |                                                |
| 13   | West Ham United       | 52   | 42 | 13 | 13 | 16 | 47 | 58  | −11  |                                                |
| 14   | Chelsea               | 51   | 42 | 13 | 12 | 17 | 49 | 53  | −4   | Dieciseisavos de final de la Recopa de Europa  |
| 15   | Tottenham Hotspur     | 45   | 42 | 11 | 12 | 19 | 54 | 59  | −5   |                                                |
| 16   | Manchester City       | 45   | 42 | 9  | 18 | 15 | 38 | 49  | −11  |                                                |
| 17   | Everton               | 44   | 42 | 12 | 8  | 22 | 42 | 63  | −21  |                                                |
| 18   | Southampton           | 43   | 42 | 12 | 7  | 23 | 49 | 66  | −17  |                                                |
| 19   | Ipswich Town          | 43   | 42 | 9  | 16 | 17 | 35 | 58  | −23  |                                                |
| 20   | Sheffield United (D)  | 42   | 42 | 8  | 18 | 16 | 42 | 60  | −18  | Descenso de categoría                          |
| 21   | Oldham Athletic (D)   | 40   | 42 | 9  | 13 | 20 | 42 | 68  | −26  | Descenso de categoría                          |
| 22   | Swindon Town (D)      | 30   | 42 | 5  | 15 | 22 | 47 | 100 | −53  | Descenso de categoría                          |

 Fuente: [cita requerida]
Notas:
1. ↑  El Arsenal se clasificó a la Recopa de Europa 1994-95 por ser el vigente campeón de la competición.
2. ↑  El Aston Villa se clasificó a la Copa de la UEFA 1994-95 como campeón de la Copa de la Liga 1993-94.
3. ↑  El Chelsea se clasificó a la Recopa de Europa 1994-95 como subcampeón de la FA Cup 1993-94 ya que los campeones Manchester United clasificaron a la Liga de Campeones.

| Bandera de Inglaterra               |
| Campeón Manchester United 9º título |

### Estadísticas de la liga
| Goles totales:                 | 1195 |
| Promedio de goles por partido: | 2.59 |

## Máximos goleadores
| Jugador         | Equipo           | Goles |
| --------------- | ---------------- | ----- |
| Andy Cole       | Newcastle United | 34    |
| Alan Shearer    | Blackburn Rovers | 31    |
| Matt Le Tissier | Southampton      | 25    |
| Chris Sutton    | Norwich City     | 25    |
| Ian Wright      | Arsenal          | 23    |
| Peter Beardsley | Newcastle United | 21    |